# 萨迪拉克
萨迪拉克（法語：Sadirac，法語發音：[sadiʁak]）是法国吉伦特省的一个市镇，属于波尔多区。

## 地理
萨迪拉克（44°46'53"N, 0°24'36"W）面积19.11 平方千米，位于法国新阿基坦大区吉倫特省，该省份为法国西南部沿海省份，是法國本土面积最大的省，北起滨海夏朗德省，西临大西洋，南至朗德省，东南接洛特-加龍省，东临多爾多涅省。
与萨迪拉克接壤的市镇（或旧市镇、城区）包括：卡马尔萨克、卢普、利尼昂德波尔多、圣卡普赖德波尔多、马迪拉克、圣热内德隆博、克雷翁、屈尔桑、勒普。

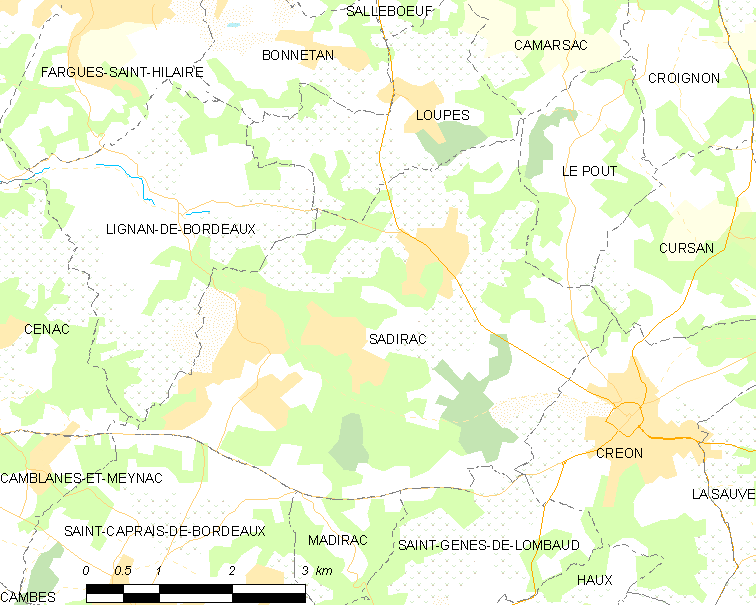
萨迪拉克的OSM定位图

萨迪拉克的时区为UTC+01:00、UTC+02:00（夏令时）。

## 行政
萨迪拉克的邮政编码为33670，INSEE市镇编码为33363。

## 政治
萨迪拉克所属的省级选区为克雷翁县。

## 人口

1962-2008年间萨迪拉克人口变化图示

萨迪拉克于2022年1月1日时的人口数量为4718人。